# Premier (Radsportteam)
Premier war ein russisches Radsportteam.
Die Mannschaft wurde 2006 gegründet und besaß eine UCI-Lizenz als Continental Team, mit der sie hauptsächlich an Rennen der UCI Europe Tour teilnahm. Manager war Sergej Asarow, der von einem weiteren Sportlichen Leiter, Wassili Fokin, unterstützt wurde.

## Erfolge 2007
| Datum        | Rennen                         | Sieger            |
| 21. April    | 1. Etappe Grand Prix of Sochi  | Denis Galimsjanow |
| 23. April    | 3. Etappe Grand Prix of Sochi  | Roman Klimow      |
| 24. April    | 4. Etappe Grand Prix of Sochi  | Roman Klimow      |
| 25. April    | 5. Etappe Grand Prix of Sochi  | Daniil Komkow     |
| 2. Mai       | Grand Prix of Moscow           | Roman Klimow      |
| 3. Mai       | Mayor Cup                      | Denis Galimsjanow |
| 9. Mai       | 5. Etappe Five Rings of Moscow | Denis Galimsjanow |
| 28. Mai      | 5. Etappe Tour de Berlin       | Denis Galimsjanow |
| 16. Juli     | 1. Etappe Way to Pekin         | Alexei Kunschin   |
| 17. Juli     | 2. Etappe Way to Pekin         | Alexei Kunschin   |
| 18. Juli     | 3. Etappe Way to Pekin         | Alexei Kunschin   |
| 15.–23. Juli | Gesamtwertung Way to Pekin     | Alexei Kunschin   |

## Team 2007
| Name                  | Geburtstag         | Nationalität | Team 2008       |
| --------------------- | ------------------ | ------------ | --------------- |
| Anton Afonin          | 19. Juni 1988      | Russland     |                 |
| Alexander Bespalow    | 10. Mai 1981       | Russland     |                 |
| Denis Galimsjanow     | 7. März 1987       | Russland     | Katyusha        |
| Roman Klimow          | 19. Januar 1985    | Russland     | Katyusha        |
| Daniil Komkow         | 31. Oktober 1985   | Russland     | Katyusha        |
| Timofei Krizkij       | 24. Januar 1987    | Russland     | Katyusha        |
| Alexei Kunschin       | 20. Oktober 1987   | Russland     | Katyusha        |
| Alexander Lebedew     | 9. März 1985       | Russland     |                 |
| Roman Michailow       | 1. Januar 1985     | Russland     |                 |
| Viktor Panajew        | 16. September 1985 | Russland     |                 |
| Alexander Serebrjakow | 25. September 1987 | Russland     | ACS Gruppo Lupi |
| Sergei Smirnow        | 18. Juli 1985      | Russland     |                 |